# Irène Frachon
Irène Frachon (Boulogne-Billancourt, Hauts-de-Seine, 26 de marzo de 1963) es una médica neumóloga francesa que ha tenido un papel decisivo en el asunto Mediator (benfluorex), un medicamento producido por los laboratorios Servier de 1976 a 2009 y que habría provocado la muerte de, al menos, 2000 enfermos.

## Biografía

### Carrera
Obtuvo su diploma de doctora en medicina en 1988. Se especializó en neumología en el hospital Antoine-Béclère en Clamart donde entró como interna en 1990. Después ejerció en el Hospital Foch en Suresnes. En 1996, se instaló en Brest y comenzó a trabajar en el hospital universitario de la ciudad.

### Familia
Irène Frachon, nacida Allier, pertenece a una familia protestante de Charente. Casada con Bruno Franchon, es madre de cuatro hijos.

### El asunto del Mediator
En 2007, Irène Frachon constató casos de problemas cardiacos en algunos pacientes que estaban o habían sido tratados con benfluorex (el principio activo del Mediator), un medicamento ampliamente difundido en Francia (300 000 tratamientos). El benfluorex sería responsable de varios casos de valvulopatías, una enfermedad que afecta a las válvulas cardíacas. Alertada por problemas similares debidos a una molécula de la misma familia y también comercializada por los laboratorios Servier (la dexfenfluramina, de nombre comercial Isoméride), inició un estudio epidemiológico que confirmó sus inquietudes y desembocó en la retirada del medicamento en noviembre de 2009 por parte de la Agencia francesa de seguridad sanitaria de los productos de salud (Afssaps).
A pesar de las numerosas peticiones a las agencias de farmacovigilancia, el asunto no se reveló al público en general hasta un año más tarde; en ese momento la CNAMTS Archivado el 2 de febrero de 2017 en Wayback Machine. (Seguridad Social francesa) reveló oficialmente la cifra de, al menos 500, muertes. Algunos meses antes, en junio de 2010, Irène Frachon publicó un libro, Mediator 150 mg, Combien de morts ? (Mediator 150 mg, ¿cuántos muertos?), en el que narraba el duro proceso hasta conseguir la retirada del medicamento. Los laboratorios Servier emprendieron acciones judiciales contra la doctora para conseguir la supresión del subtítulo del libro (¿Cuántos muertos?) por considerarlo «una acusación grave, inexacta y denigrante». La farmacéutica ganó el juicio, pero la sentencia fue anulada por el Tribunal de Apelación de Rennes en enero de 2011.
La película La Fille de Brest (La doctora de Brest, 2016) recuerda el papel de Irène Frachon en la puesta en evidencia de la responsabilidad del Mediator en las valvulopatías de los usuarios del producto.